# 5889 Mickiewicz
5889 Mickiewicz (1979 FA3) là một tiểu hành tinh vành đai chính được phát hiện ngày 31 tháng 3 năm 1979 bởi N. S. Chernykh ở Nauchnyj. Nó được đặt theo tên Adam Mickiewicz, một nhà thơ Ba Lan.